# Belinskij (città)
Belinskij (in russo Бели́нский?) è una città della Russia europea centrale (oblast' di Penza), situata sul versante occidentale delle alture del Volga, nei pressi della confluenza fra i fiumi Bol'šoj Čembar e Malyj Čembar, 129 km a ovest del capoluogo Penza; dipende amministrativamente dal distretto omonimo, del quale è capoluogo.

## Società

### Evoluzione demografica
Fonte: mojgorod.ru
- 1897: 5.300
- 1939: 6.000
- 1959: 6.100
- 1979: 7.800
- 1989: 9.000
- 2007: 8.800